# Jari Myllykoski
Jari Heikki Myllykoski, född 27 juni 1959 i Vasa, är en finländsk politiker (Vänsterförbundet). Han var ledamot av Finlands riksdag 2011–2023.
Myllykoski blev omvald i riksdagsvalet 2015 med 4 175 röster från Satakunta valkrets.